# Édouard Bobrowski

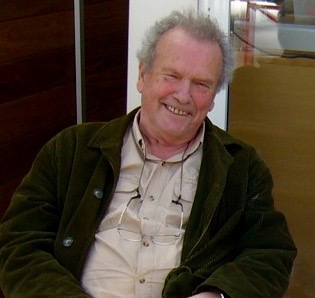
Édouard Bobrowski

Édouard Bobrowski, właściwie Edward Bobrowski (ur. 8 czerwca 1928 w Zonguldak Turcja, zm. 19 listopada 2016 w Perpignan Francja) – polsko-francuski dziennikarz, producent filmowy i pisarz.

## Życiorys
Urodził się w polskiej rodzinie nad Morzem Czarnym w Turcji, gdzie ojciec jego, Józef, żonaty z Marią (z d. Kukiel), pracował jako inżynier. Przebywał za granicą do 1938, kiedy rodzina powróciła do Polski. Z wybuchem II wojny światowej rodzice zdołali uciec z nim do Paryża. W 1941 zorganizowano mu szkolenie w kolegium jezuickim, Le Caousou w Tuluzie. Na początku 1944 mając 15 lat uciekł ze szkoły i dołączył do partyzantki hiszpańskiej anty-Francowej i brał udział w wyzwoleniu miasta Tuluzy. W 1946 zdał baccalaureat.
Osiadł w Paryżu, w 1947 przystąpił do redakcji francuskiej Krótkofalowej radiostacji, Radio Diffusion française (RDF), a dwa lata potem został dziennikarzem w Radiodiffusion-télévision française (RTF). W 1950 nawiązał przyjaźń z Stanisławem Gebhardtem i razem zaangażowali się w sekcji młodzieżowej międzynarodowego ruchu Chrześcijańskiej demokracji, której to sekretarzem generalnym został Bobrowski w 1954.
Jednocześnie w RTF awansował na reportera pod dyrekcją Pierre Andreu i Victor Fay.
W 1959 redaktor Le Figaro, Pierre Brisson, wysłał go do Moskwy na placówkę stałego korespondenta. Po roku, ponieważ redakcja w Paryżu wniosła zmiany odwrotne w jednym z jego raportów ze Związku Radzieckiego na temat, jak źle rosyjskie kobiety przyjęły najnowszą kolekcję Diora, podał się do dymisji na znak protestu i wrócił do Paryża, gdzie wziął się za pisanie pierwszej noweli, Le Mauvais Cas (Zły przypadek). Następnie wrócił do telewizji francuskiej, (ORTF) do końca lat 60.

### Filmowiec
W lipcu 1968 założył z Christine Chardin la société de production les Cinéastes Indépendants de Paris (CINDEP) i został niezależnym producentem filmowym. W 1976 wrócił do Polski aby zrobić film dokumentalny pod tytułem Dzieci Lenina i Jana XXIII-go.

## Filmografia
- 1972 au cinéma, 1972 : Aux urnes, citoyens...
- 1975 część francuska polskiego filmu Jarosław Dąbrowski
- 1976 : Les enfants de Lénine et de Jean XXIII, (Dzieci Lenina i Jana XXIII) prod. Film Polski
- 1978 Vivre à Vitry et travailler à Vitry
- 1980 à la télévision : L'Aéropostale, courrier du ciel (TV)
- 1982 au cinéma, 1983 : Haya (wraz z  Claude Blanchet) - Film dokumentalny o firmie Citroën finansowany przez miasto Aulnay-sous-Bois

## Utwory literackie
W języku francuskim:
- Le Mauvais Cas, Julliard, 1960
- Les grandes énigmes de la Seconde Guerre mondiale (ouvrage collectif), Éditions de Saint-Clair, 1966
- Aux urnes, citoyens..., Flammarion, 1972
- Les grandes énigmes de la Libération, avec Claude Couband et Michel Honorin, présentation de Bernard Michal, Éditions de Crémille, 1973
- Le Destin dramatique des Kennedy, Éditions Famot, 1973
- Aéropostale, Hachette, 1980
- Histoire inconnue de la Libération, avec Edmond Bergheaud et Jean Lanzi, Éditions de Crémille, 1994